# Vitičnjaki
Vitičnjaki (znanstveno ime Cirripedia) so skupina morskih rakov, ki jo klasificiramo na nivoju nižjega razreda, vanjo pa uvrščamo okrog 2100 danes živečih opisanih vrst. Z izjemo nekaterih zajedavskih vrst živijo vsi predstavniki pritrjeno (sesilno) in imajo v primerjavi z drugimi raki zelo spremenjeno telesno zgradbo.

## Telesna zgradba
Odrasli pritrjeni vitičnjaki so prilepljeni na podlago z izločkom t. i. cementne žleze, ki se nahaja blizu baze prvega para tipalnic. Zunanja lupina oz. plašč obdaja celotno telo in tekom razvoja jo prerastejo apnenčaste plošče. Plaščeva odprtina je obrnjena navzgor, skoznjo žival iztegne svoje dolge oprsne okončine, s katerimi filtrira vodo. Prostoživeče vitičnjake delimo v dve skupini, tiste s pecljem in tiste brez njega. Večinoma so veliki do nekaj centimetrov, največji pa predvsem na račun peclja dosežejo tudi do 75 cm v dolžino.
Pri pecljatih vitičnjakih je telo dvignjeno od podlage na mišičastem peclju (pedunklu), ki je preobražen glavin del telesa pred usti. V peclju so cementna žleza in ostanki prvega para tipalnic. Preostanek telesa je obdan s plaščem, ki ga prekrivata dva para apnenčastih plošč. Žival lahko njegov zadnji rob stisne skupaj ali razpre in skozenj iztegne noge. Nepecljati vitičnjaki so pritrjeni neposredno ob spodnjem robu plašča, pri čemer je lahko rob bodisi apnenčast, bodisi membranast. Plaščeve plošče obdajajo telo kot navpična stena in so lahko povezane med seboj samo z mišičnim tkivom ali tudi z zobci oz. so pri nekaterih vitičnjakih celo deloma zraščene. Odprtino prekrivata premični razporni plošči, s katerima jo lahko žival zapre.
Telo je znotraj plašča ukrivljeno s hrbtom navzdol, tako da noge štrlijo navzgor proti odprtini plašča. Navadno imajo šest parov nog, ki so dolge, dvovejnate in poraščene z množico dolgih ščetin, žival z njimi filtrira vodo. Imenujemo jih ciri, iz česar izvira znanstveno ime taksona. Členjenost telesa je zabrisana. Obustne okončine so lahko preobražene na različne načine, hrano drobijo z drgnjenjem ob trdno kutikulo sprednjega črevesa. Prebava poteka v slepih izrastkih srednjega črevesa, v katerega se odpira parna pankreatična žleza. Srca in žil nimajo, vlogo poganjanja krvi po telesu ima mišičasta telesna votlina blizu ust. Tudi škrge manjkajo, izmenjava plinov poteka v glavnem preko nog in plaščeve votline.
Vitičnjaki z zajedavskim načinom življenja imajo v splošnem enostavnejšo telesno zgradbo brez oklepa in okončin. Prehranjujejo se tako, da se vrastejo v škrge gostitelja s pomočjo nitastih, koreninam podobnih struktur iz nediferenciranih celic.

## Razmnoževanje in razvoj
Pravkar izleglo ličinko imenujemo navplij. Ta prosto plava kot plankton, po petih levitvah pa se preobrazi v naslednji stadij ličinke, imenovan cipris (po istoimenskem rodu rakov dvoklopnikov, ki jim je zelo podobna) in poišče primerno mesto za pritrditev. Potem se pritrdi s pomočjo cementnih žlez, skelet pa ji preraste apnenčasta obloga. Po preobrazbi v odraslo žival rastejo z večanjem apnenčastih plošč ob robovih. Teh plošč ne odvržejo ob levitvi, odvržejo le zunanji skelet.
Spolno razmnoževanje je zaradi pritrjenega načina življenja težavno. Večinoma so hermafroditi, le zajedavski vitičnjaki imajo ločena spola. Jajčeca se razvijejo v jajčni vrečki v plaščevi votlini osebkom, ki jih označujemo za »funkcionalne samice«. Penis »funkcionalnih samcev« je izredno iztegljiv in je po razmerju z velikostjo telesa verjetno najdaljši v živalskem kraljestvu. Z njim žival seže do plaščeve votline funkcionalne samice v svoji bližini in vanjo odloži paket semenčic, ki nato predrejo jajčno vrečko in oplodijo jajčeca. Osamljeni osebki se ne morejo pariti in poginejo brez potomcev. Pri nekaterih vrstah so samci zelo majhni in z zakrnelo telesno zgradbo. Tak samec živi zajedavsko znotraj polno razvitega osebka in ga, ko oba odrasteta, oplodi.
Pri zajedavskih predstavnikih je razmnoževanje nekoliko drugačno. Predstavniki, ki zajedajo na rakih deseteronožcih, delujejo na svojega gostitelja tudi tako, da zavrejo razvoj njegovih gonad (ga kastrirajo). Samice razvijejo zunanjo kamrico za potomce, ki spominja na maso jajčec samice gostitelja. Cypris moškega spola se pritrdi na to kamrico in izloči maso dediferenciranih celic, ki se v kamrici ponovno diferencirajo v testis. Ta izloča semenčice in oplodi jajčeca.
Najbolj dolgožive vrste živijo do 10 let, ta doba je močno odvisna od pogojev v okolju.

## Evolucija in klasifikacija
Najstarejše znane fosilne ostanke vitičnjakov datirajo v sredino kambrija, pred približno 500 do 510 milijoni let., pogosteje pa se v fosilnem zapisu pojavljajo šele zadnjih 20 milijonov let, od neogena. Slabo ohranjenost kljub trdnemu skeletu pripisujejo dejstvu, da živijo v skalnatem priobalnem svetu, zelo izpostavljenem eroziji. Odmrle živali tako zmeljejo valovi preden bi se utegnili fosilizirati. Stopnja poškodovanosti fosilov je uporabna mera za določanje globine morja v geološki preteklosti. Ob predpostavki da živijo v ozkem pasu globine in da je njihove ostanke poškodovalo ob izpiranju v večje globine, lahko paleontologi iz stanja odkritih fosilov sklepajo o globini vode v času, ko se je fosilizacija zgodila.
Po sodobni klasifikaciji obravnavamo vitičnjake kot nižji red znotraj skupine Thecostraca. Nekateri avtorji obravnavajo vitičnjake kot razred ali podrazred, spodaj navedeni redovi pa se včasih obravnavajo kot nadredovi.
Nižji razred Cirripedia Burmeister, 1834
- Nadred Acrothoracica Gruvel, 1905
  - Red Pygophora Berndt, 1907
  - Red Apygophora Berndt, 1907
- Nadred Rhizocephala Müller, 1862 (zajedavski vitičnjaki ali korenoglavci)
  - Red Kentrogonida Delage, 1884
  - Red Akentrogonida Häfele, 1911
- Nadred Thoracica Darwin, 1854 (polipasti vitičnjaki)
  - Red Pedunculata Lamarck, 1818
  - Red Sessilia Lamarck, 1818

Za Jadran je znanih okrog 20 vrst vitičnjakov. Večina sodi med polipaste vitičnjake. Loparji (podred Lepadomorpha) imajo pecelj, želodki (Balanomorpha) in verukomorfi (Verrucomorpha) pa so stožčasti in pritrjeni neposredno na podlago. V slovenskem delu Jadrana so našli tudi eno vrsto zajedavskega vitičnjaka, rakovičjo vrečico (Sacculina carcini), ki je pogosta v Evropi.